# (1219) Britta
(1219) Britta es el asteroide número 1219, en el cinturón principal. Fue descubierto por el astrónomo Max Wolf desde el observatorio de Heidelberg, el 6 de febrero de 1932. Su designación alternativa es 1932 CJ. Se desconoce la razón del nombre.
Britta forma parte de la familia asteroidal de Flora.